# Berezko
Berezko dans la mythologie basque est une chose inévitable. Toute chose ou tout phénomène existant par sa propre vertu, par sa propre faculté, et ce de façon spontanée et indépendante de tout principe qui lui serait extérieur. Le berezko est inévitable. Cela dit, ces choses ou phénomènes peuvent être dominés par des prières, par le biais de la religion ou de la magie.

## Étymologie
Berezko signifie "qui va de soi" en basque. Bere adjectif possessif (sien, sienne) et ko (indique le futur des verbes ou adverbes): berezko se traduirait ici par "qui va aller de soi".

## Description
Chez l'homme, le savoir populaire distingue les aspects naturels (Berezko) et surnaturels (Aidetitako). Ainsi , il y a des maladies qu'il faut traiter avec des remèdes naturels et il y en a qui ne peuvent être guéries que par magie ou au moyen de sorts et de prières.
Berezko, par essence, semble transcender toute division de sexe et de genre, et, au sens large, il pourrait être interprété comme un destin, qui affecte la vie, mais bien qu'il soit possible de se rebeller contre lui, il n'admet pas la domination. C'est une force qui affecte les hommes et les femmes de la même manière et dont l'expérience peut être inexplicable. Ce serait ce qui est vécu comme existant mais qui ne peut être annihilé car c'est de l'énergie en soi. Par exemple, l'énergie du cycle de la nature est constante en soi. Ses variations sont inhérentes à sa propre énergie et son contrôle échappe aux facteurs humains. Ainsi, le froid inexorable est une condition de l'hiver : « negu gabeko negurik ez da ». (Il n'y a pas de conditions hivernales sans hiver)